# Mickey Walker
Mickey Walker est un boxeur américain né le 13 juillet 1901 à Elizabeth, New Jersey, et mort le 28 avril 1981 à Freehold, New Jersey.

## Carrière
Il devient champion du monde des poids welters le 1er novembre 1922 en battant aux points Jack Britton puis conserve son titre jusqu'au 20 mai 1926, date à laquelle il est détrôné par Pete Latzo.
Walker monte alors de catégorie et remporte le titre de champion du monde des poids moyens le 3 décembre 1926 aux dépens de Tiger Flowers. 
 Il conserve ses ceintures NBA & NYSAC jusqu'en 1931 puis décide de boxer en mi-lourds. Il est alors battu pour le titre mondial par Maxie Rosenbloom le 3 novembre 1933.

## Distinctions
- Mickey Walker est élu boxeur de l'année en 1927 par Ring Magazine.
- Greb - Walker est élu combat de l'année 1925[3].
- Il est membre de l'International Boxing Hall of Fame depuis sa création en 1990.